# Zastawie (Siedliszcze)
Zastawie (dawn. Siedliszcze-Internat) – część miasta Siedliszcze w województwie lubelskim, w powiecie chełmskim.
Obejmuje zabudowania między strugą (dopływem Mogilnicy) a Sokolcem w północnej części miasta. Głównym obiektem Zastawia jest Zespół Szkół im. Henryka Sienkiewicza. W latach 1970. była to odrębną miejscowość o nazwie Siedliszcze-Internat, liczącą w 1971 roku 105 osób, w tym 102 dzieci.
Do końca 2011 roku część wsi Siedliszcze. W latach 1975–1998 miejscowość należała administracyjnie do województwa chełmskiego.